# Hutt (rivière)
Pour les articles homonymes, voir Hutt.
La Hutt est un cours d'eau situé dans le Mid North et la Vallée de Clare en Australie-Méridionale. 

## Géographie
La rivière prend sa source près de Sevenhill et coule généralement vers le nord. Elle passe à Clare et traverse de nombreux pâturages avant d'atteindre sa confluence avec la rivière Broughton au sud de Spalding. Elle descend de 129 mètres sur son cours de 39 kilomètres.
Le bassin versant de la rivière Hutt comprend cinq sous-régions de bassin versant : Rivière Hutt, Stanley Flat, Armagh Creek, White Hutt Creek et Bungaree. Armagh Creek est l'affluent le plus important. La jumelle de la rivière Hutt, parallèle à celle-ci mais séparée par une chaîne basse, est la rivière Hill.

## Histoire
La rivière Hutt est l'un des nombreux cours d'eau du Mid North visités au début avril 1839 par l'explorateur John Hill. Hill a donné à la rivière le nom de William Hutt, qui était l'un des commissaires à la colonisation de l'Australie du Sud à Londres. Le frère de Sir William, John Hutt (en), fut initialement recommandé pour devenir le premier gouverneur de l'Australie du Sud, mais il refusa en faveur de John Hindmarsh. John Hutt devint plus tard gouverneur d'Australie-Occidentale de 1839 à 1846.
Fin mai 1839, sur la base des informations fournies par Hill, l'explorateur Edward John Eyre suivit ses traces et cartographie la rivière jusqu'à sa jonction avec la Broughton.